# Alloniscus salinarum
Alloniscus salinarum är en kräftdjursart som beskrevs av Albert Vandel 1968. Alloniscus salinarum ingår i släktet Alloniscus och familjen Alloniscidae. Inga underarter finns listade i Catalogue of Life.